# (31759) 1999 JT99
1999 JT99 (asteroide 31759) é um asteroide da cintura principal. Possui uma excentricidade de 0.09172470 e uma inclinação de 15.64115º.
Este asteroide foi descoberto no dia 12 de maio de 1999 por LINEAR em Socorro.